# Spargania subignea
Spargania subignea är en fjärilsart som beskrevs av Paul Dognin 1904. Spargania subignea ingår i släktet Spargania och familjen mätare. Inga underarter finns listade i Catalogue of Life.